# سینولین
سینولین (به انگلیسی: Cinnoline) یک ترکیب آروماتیک هتروسیکل با فرمول شیمیایی C۸H۶N۲ است. این ماده با دیگر نفتیریدین‌ها از جمله کینوکسالین، فتالازین و کینازولین ایزومر است.

## همچنین ببینید
- بنزو[سی]سینولین